# Ejbykalken
Ejbykalken anses vara ett av de främsta medeltida, kyrkliga föremålen i Finland. Kalken har tillverkats senast omkring 1450 medan patenen gjordes 1474 till firandet av Kristi fem sår. Kalkens cuppa ersattes 1851 av en större skål. Kalken har fått namn efter Ejby församling på Själland, där den hamnade efter att år 1509 ha rövats från Åbo domkyrka av den danske kaparen Otte Rud. Kalken och patenen återlämnades till Åbo domkyrka år 1925.
Ejbykalkens skaft har en nod (krans), som pryds av sex rombformade knoppar graverade med ordet ”ihesus” i minuskler. I holken ovanför noden återges ett Kristushuvud, en madonna och en man som bär ett ljus, i holken nedanför noden Nådastolen och ett Kristushuvud. Därtill pryds holkarna av band av fyrpass. 
Kalkens fotskiva har sex bågar med vassa spetsar mellan bågarna. Fotskivans kant pryds av ett band med fyrpass. Fotskivans sektorer har försetts med sex snedställda vapensköldar med infällning för lansen, krönta av en hjälm och ovanför den en stjärna. De sex sköldarna återger vapnen för donatorerna, fyra frälsemän och två ofrälse. Frälsevapnen är Stiernkors, Tavast, Bidz och Ille. De personer som avses är troligen den nära besläktade kretsen kring biskop Magnus II Tavast eller riksrådet Nils Olofsson, slottshövitsmannen Olof Nilsson, riksrådet Henrik Bidz och lagmannen Sune Sunesson. De ofrälse personerna har enligt monogrammen i vapensköldarna föreslagits vara domkyrkans ekonom Nicolaus Mulle (”nm”) och mycket förmögne borgaren i Åbo och stiftets finansiär Sven guldsmed (”sg”).
Kalkens paten har på kanten ätten Stiernkors vapen och texten hoc facite in meam commemorationem eller nattvardens instiftelseord. För dess tillkomst torde svara den dåvarande domprosten, senare biskopen i Åbo Magnus Nicolai, son till det ovannämnda riksrådet Nils Olofsson. I patenens mitt avbildas Smärtomannen och änglar som samlar upp blodet som strömmar ur Kristi sår. 
Kalken är 24,6 cm hög och väger 780 gram. Patenens diameter är 16,4 cm. 